# Kammer der Gemeinden
Die Kammer der Gemeinden ist eine der beiden Kammern des Kongresses der Gemeinden und Regionen des Europarates. Die Kammer ist die Stimme der kommunalen Gebietskörperschaften (Städte und Gemeinden) im Europarat. Sie besteht aus 324 Vertretern aus den 46 Mitgliedstaaten des Europarates, welche entweder direkt in ein Amt einer kommunalen Gebietskörperschaft gewählt wurden oder einer direkt gewählten Versammlung unterstehen. Die Kammer bietet den kommunalen Vertretern eine Gelegenheit, um gemeinsame Anliegen zu besprechen, Erfahrungen auszutauschen und Politikvorschläge zu entwickeln.
Die Arbeit der Kammer findet im Rahmen von vier satzungsmäßigen Ausschüssen statt. Der Ausschuss für institutionelle Fragen beschäftigt sich mit Themen der kommunalen Selbstverwaltung. Er beobachtet Wahlen auf kommunaler und regionaler Ebene, verfasst Berichte und erarbeitet Empfehlungen. Der Ausschuss für Kultur und Bildung ist zuständig für die Themenfelder Kultur, Bildung, Medien, Jugend, Sport und Kommunikation. Der Ausschuss für sozialen Zusammenhalt ist verantwortlich für Fragen der Beschäftigung, der staatsbürgerlichen Verantwortung, für Migration, interkommunale Beziehungen, soziale Gerechtigkeit, die Gleichberechtigung zwischen den Geschlechtern und Solidarität. Der Ausschuss für nachhaltige Entwicklung beschäftigt sich mit Umweltfragen und Themen der Stadt- und Raumplanung.
Gemäß der neuen Charta des Kongresses, die am 2. Mai 2007 vom Ministerkomitee des Europarates verabschiedet wurde, basiert die Mitgliedschaft in der Kammer auf einer ausgeglichenen geografischen Verteilung, einer gleichberechtigten Vertretung der verschiedenen Arten kommunaler Gebietskörperschaften und der politischen Kräfte innerhalb dieser Gebietskörperschaften, sowie einer gleichberechtigten Repräsentation von Frauen und Männern. Die Kammer entwirft Berichte, Empfehlungen, Resolutionen und Meinungen zu Themen aus seinen Handlungsfeldern und stellt diese dem Ständigen Ausschuss des Kongresses zur Verabschiedung vor. Die Kammer wählt ihren Präsidenten alle zwei Jahre aus ihren Mitgliedern und ernennt das Büro der Kammer, welches aus dem Präsidenten und sieben Vize-Präsidenten besteht. Dabei wird so weit als möglich auf eine gerechte geografische Verteilung zwischen den Mitgliedstaaten geachtet.
Das ständige Sekretariat der Kammer hat seinen Sitz im Europapalast in Straßburg und wird von einem Geschäftsführer, der vom Generalsekretär des Europarates ernannt wird, geleitet.
Die Kammer der Gemeinden besteht satzungsgemäß aus 306 Mitgliedern aus folgenden Ländern:
| Staat         | Mitglieder | Staat         | Mitglieder | Staat                   | Mitglieder |
| ------------- | ---------- | ------------- | ---------- | ----------------------- | ---------- |
| Albanien      | 04         | Andorra       | 02         | Armenien                | 04         |
| Aserbaidschan | 06         | Belgien       | 07         | Bosnien und Herzegowina | 05         |
| Bulgarien     | 06         | Dänemark      | 05         | Deutschland             | 18         |
| Estland       | 03         | Finnland      | 05         | Frankreich              | 18         |
| Georgien      | 05         | Griechenland  | 07         | Irland                  | 04         |
| Island        | 03         | Italien       | 18         | Kroatien                | 05         |
| Lettland      | 03         | Liechtenstein | 02         | Litauen                 | 04         |
| Luxemburg     | 03         | Malta         | 03         | Nordmazedonien          | 03         |
| Moldau        | 05         | Monaco        | 02         | Montenegro              | 03         |
| Niederlande   | 07         | Norwegen      | 05         | Österreich              | 06         |
| Polen         | 12         | Portugal      | 07         | Rumänien                | 10         |
| San Marino    | 02         | Schweden      | 06         | Schweiz                 | 06         |
| Serbien       | 07         | Slowakei      | 05         | Slowenien               | 03         |
| Spanien       | 12         | Tschechien    | 07         | Türkei                  | 18         |
| Ukraine       | 12         | Ungarn        | 07         | Vereinigtes Königreich  | 18         |
| Zypern        | 03         |               |            |                         |            |
| GESAMT        | GESAMT     | GESAMT        | GESAMT     | GESAMT                  | 306        |